# Os trapèze
Pour les articles homonymes, voir trapèze (homonymie).
Le trapèze (ou os trapèze) est un os du poignet. C'est l'os le plus latéral de la deuxième rangée des os du carpe dont le rôle fonctionnel (en duo avec l'os scaphoïde) est fondamental dans la biomécanique du pouce.

## Description
Le trapèze présente :

Le trapèze (en rouge).

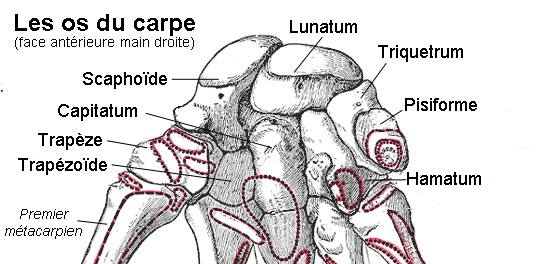
Os du poignet

- une face supérieure orientée en haut et médialement articulaire avec le scaphoïde,
- une face inférieure, ovale présentant une facette articulaire en selle orientée en dehors et en bas, concave d'un côté à l'autre et concave d'avant en arrière pour le premier métacarpien,
- une face médiale présentant une surface articulaire supérieure large et concave pour le trapézoïde et une inférieure, petite et ovale, pour le deuxième métacarpien,
- une face latérale qui reçoit l'insertion du muscle opposant du pouce,
- une face antérieure marqué par le tubercule du trapèze qui reçoit l'origine des muscles court fléchisseur du pouce et court abducteur du pouce, en dedans glisse le tendon du muscle fléchisseur radial du carpe ; elle fournit également une attache au rétinaculum des fléchisseurs,
- une face postérieure étroite et libre.

## Aspect clinique
Le trapèze est sensible à l'arthrose au niveau de l'articulation avec l'os métacarpien du pouce, en raison d'une surutilisation.